# جوزيف سكاف
جوزيف إلياس طعمة سكاف (1922-1991)، سياسي لبناني يعد من أبرز شخصيات مدينة زحلة. شغل عدة مناصب وزارية ابتداءً من سنة 1955 إلى سنة 1988 وذلك في عهد 5 رؤساء مختلفين. انتخب كذلك كنائب عن المقعد الكاثوليكي لدائرة زحلة سنوات 1957، 1960، 1964 و1972، في حين خسر في انتخابات 1968 أمام جوزف أبو خاطر. ساهم عام 1982 في انتخاب بشير الجميّل رئيسا للجمهورية بتأمينه صحبة نواب كتلته النصاب اللازم. أسس وترأس الكتلة الشعبية لنواب قضاء زحلة. خلفه سياسياً نجله إلياس. وتم تأسيس جمعية تحمل اسمه لها نشاطات اجتماعية منوعة.

## المناصب الوزارية التي شغلها
- وزيرًا للزراعة من 19 سبتمبر 1955 حتى 19 مارس 1956 في حكومة الرئيس رشيد كرامي في عهد الرئيس كميل شمعون.
- وزيرًا للزراعة من 19 مارس 1956 حتى 8 يونيو 1956 في حكومة الرئيس عبد الله اليافي في عهد الرئيس كميل شمعون.
- وزيرًا الزراعة من 8 يونيو 1956 حتى 18 نوفمبر 1956 في حكومة الرئيس عبد الله اليافي في عهد الرئيس كميل شمعون.
- وزيرًا للشؤون الاجتماعية ووزيرًا للصحة العامة من 18 أغسطس 1957 حتى 14 مارس 1958 في حكومة الرئيس سامي الصلح في عهد الرئيس كميل شمعون.
- وزيرًا للشؤون الاجتماعية من 14 مارس 1958 حتى 24 سبتمبر 1958 في حكومة الرئيس سامي الصلح في عهد الرئيس كميل شمعون.
- وزيرًا للعمل ووزيرًا للشؤون الاجتماعية من 1 أغسطس 1960 حتى 20 مايو 1961 في حكومة الرئيس صائب سلام في عهد الرئيس فؤاد شهاب.
- وزيرًا للزراعة من 31 أكتوبر 1961 حتى 20 فبراير 1964 في حكومة الرئيس رشيد كرامي في عهد الرئيس فؤاد شهاب.
- وزيرًا للموارد المائية والكهربائية من 17 مايو 1972 حتى 25 أبريل 1973 في حكومة الرئيس صائب سلام في عهد الرئيس سليمان فرنجيّة.
- وزيرُا للموارد المائية والكهربائية من 25 أبريل 1973 حتى 8 يوليو 1973 في حكومة الرئيس أمين الحافظ في عهد الرئيس سليمان فرنجيّة.
- وزيرًا للموارد المائية والكهربائية من 8 يوليو 1973 حتى 31 أكتوبر 1974 في حكومة الرئيس تقي الدين الصلح في عهد الرئيس سليمان فرنجيّة.
- وزيرًا للدفاع الوطني من 31 أكتوبر 1974 حتى 23 مايو 1975 في حكومة الرئيس رشيد الصلح في عهد الرئيس سليمان فرنجيّة.
- وزيرًا للدفاع الوطني ووزيرًا للزراعة من 16 يوليو 1979 حتى 25 أكتوبر 1980 في حكومة الرئيس سليم الحص في عهد الرئيس إلياس سركيس.
- وزيرًا للدفاع الوطني من 25 أكتوبر 1980 حتى 7 أكتوبر 1982 في حكومة الرئيس شفيق الوزان في عهد الرئيس إلياس سركيس.
- وزيرًا للإعلام من 30 أبريل 1984 حتى 22 سبتمبر 1988 في حكومة الرئيس رشيد كرامي في عهد الرئيس أمين الجميّل.